# Анкоума
Анкоу́ма (на испански: Ancohuma) е третият по височина връх в Боливия в планинската система на Централните Анди. Височината му е 6 427 m. Разположен е в западната част на Боливия, на северния край на хребета Кордилера-Реал — част от латиноамериканския масив на Централните Кордилери, източно от езерото Титикака.
Първото изкачване на върха извършват Рудолф Динст и Адолф Шулце през 1919 г.